# Gerhard Grindel
Gerhard Grindel (* 8. Dezember 1902 in Berlin; † 7. August 1965 in Berlin) war ein deutscher Filmregisseur und Drehbuchautor von Dokumentarfilmen.
Grindel studierte Kunstgeschichte und war schon frühzeitig schriftstellerisch tätig. Er arbeitete mit Ernst Lönner an Aufführungen von antifaschistischen Stücken in den Arbeitervierteln Berlins und schrieb dafür Chansons. Im Februar 1933 erhielt er Schreibverbot. Er ging mit Lönner nach Wien, wo er an dessen Emigrantenensemble „Gruppe Ernst Lönner“ im Kleinen Theater in der Praterstraße beteiligt war. 1944 wurde er zu Zwangsarbeit herangezogen.
Nach Kriegsende arbeitete Grindel kurzzeitig als Journalist bei der Berliner Zeitung. Er schrieb für den Tagesspiegel und gab die Kunstzeitschrift Dionysos heraus. Grindel schrieb 1947 sein erstes Drehbuch für den Spielfilm ...und über uns der Himmel von Josef von Baky mit Hans Albers in der Hauptrolle. Es war der erste deutsche Film, der nach dem Zweiten Weltkrieg in der US-amerikanischen Besatzungszone produziert wurde. Es folgten ab 1950 zunächst Drehbücher für Kurzspiel- und dokumentarfilme. 1954 schrieb er das Drehbuch für den Lang-Dokumentarfilm Fußball Weltmeisterschaft 1954 von Sammy Drechsel und Horst Wiganko. Grindels wohl wichtigste Arbeit war 1953 der Dokumentarfilm Bis fünf nach zwölf – Adolf Hitler und das 3. Reich. Hier setzte sich Grindel als einer der ersten westdeutschen Filmemacher als Drehbuchautor und Regisseur mit dem Werden und Vergehen des sogenannten Dritten Reiches auseinander. Grindel hatte mit diesem Film massive Probleme mit der westdeutschen Zensurbehörde. Danach drehte er fast nur noch Kurz-Dokumentationen. Seine letzten Arbeiten machte Grindel 1958, darunter als Sprecher beim Kompilationsfilms Das gab’s nur einmal.